# Бессетт, Андре
Андре́ Бессе́тт  (фр. André Bessette, 9 августа 1845[…], Мон-Сен-Грегуар, Квебек — 6 января 1937[…], Монреаль, Квебек) — святой Римско-Католической Церкви, монах. Известен в Канаде среди канадских франкоязычных верующих католиков как «брат Андре».

## Биография

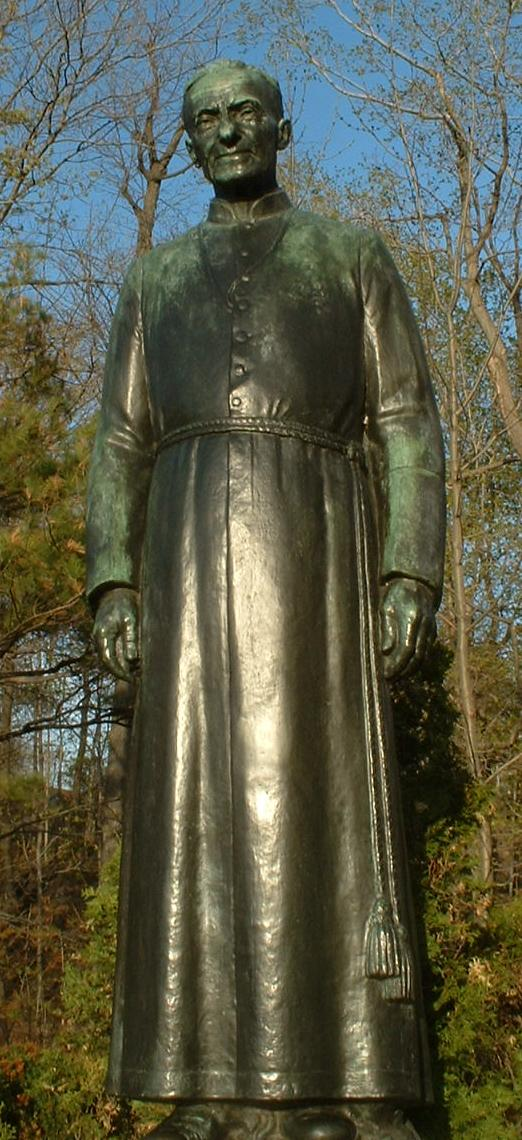
Статуя блаженного Андре Бессетта

Андре Бессетт родился 9 августа 1845 года в рабочей семье в посёлке Saint-Grégoire d’Iberville, Квебек, который находится недалеко от Монреаля. Когда Андре Бессетту было девять лет он потерял своего отца, который погиб от несчастного случая. Через несколько лет от туберкулёза умерла его мать. В 12 Андре Бессетт стал сиротой. Андре Бессетта взяла к себе на воспитание родная тётя. Его отдавали на различные работы, но из-за плохого здоровья Андре Бессетт не мог работать в достаточной мере. В 1865 году он эмигрировал в США, чтобы работать на фабриках Новой Англии. В 1867 году он вернулся в Канаду, где он стал работать привратником при колледже Нотр-Дам в посёлке Кот-де-Неж (ныне район Монреаля). В этом колледже он работал в течение 40 лет.
В 1872 года Андре Бессетт вступил в мужскую монашескую конгрегацию Святого Креста. 2.02.1874 года, в возрасте 28 лет, Андре Бессетт принял монашеские обеты. Будучи простым монахом, он приобрёл популярность среди верующих, принимая у себя множество людей, которые приходили к нему за духовным советом. Постепенно в Квебеке стало распространяться мнение о его святости.
В 1904 году Андре Бессетт стал строить самостоятельно небольшую часовню (сегодня — Ораторий Святого Иосифа) недалеко от колледжа, где он работал. Строительство этой часовни длилось в течение двадцати лет и было закончено в 1924 году.
Андре Бессетт умер 6 января 1937 года, в возрасте 92 лет.

## Прославление
После смерти Андре Бессетта в Канаде возник культ его почитания. 23 мая 1982 года Андре Бессетт был причислен к лику блаженных папой Иоанном Павлом II и канонизирован 17 октября 2010 года папой Бенедиктом XVI.
День памяти — 6 января.

## Источник
- L’étrange destin d’Alfred Bessette dit frère André, Françoise Deroy-Pineau, Montréal, Fides, 2004.